# Elezioni parlamentari in Cambogia del 1976
Le elezioni parlamentari nella Kampuchea Democratica del 1976 si tennero il 20 marzo per la scelta dei componenti dell'Assemblea Rappresentativa del Popolo Kampucheano.
Furono indette dopo la vittoria dei Khmer Rossi, appartenenti al Partito Comunista di Kampuchea, sul governo del maresciallo Lon Nol, nell'aprile del 1975.
Concorsero 515 candidati, espressione del Fronte Unito Nazionale di Kampuchea, e ne furono eletti 250; di questi, 150 furono scelti tra i contadini, 50 dai lavoratori industriali e 50 nelle file dell'Esercito rivoluzionario della Kampuchea.
L'assemblea tenne la sua prima adunanza l'11 aprile, nel corso della quale fu eletta una nuova amministrazione con Pol Pot come primo ministro ed il suo predecessore Khieu Samphan come presidente del presidium di stato, estromettendo da tale carica il re Norodom Sihanouk.
L'affluenza alle urne fu stimata al 98,0%.

## Risultati
| Partito                             | Voti      | %   | Seggi |
| ----------------------------------- | --------- | --- | ----- |
| Fronte Unito Nazionale di Kampuchea |           |     | 250   |
| Totale                              | 3.393.611 | 100 | 250   |
| Votanti                             | 3.462.868 |     |       |